# Jean de Raymond
Jean Léon François Marie de Raymond, né le 28 juin 1907 à Toulon et mort assassiné le 29 octobre 1951 à Phnom Penh, est un haut fonctionnaire de l'administration coloniale qui s'illustra en Indochine française.

## Biographie

### Seconde Guerre mondiale
Jean de Raymond s'engage dans les années 1930 dans les Troupes coloniales et entre en 1939 à l'École supérieure de guerre; lorsque la Guerre de 1939-1940 éclate, il doit interrompre ses études.
Au début de l'été 1945, il travaille au ministère des Colonies et dirige la mission diplomatique à Calcutta pour traiter du problème de l'Indochine française occupée par les Japonais. Raymond connaît alors très peu la situation indochinoise, où nombre de Français sont emprisonnés et certains fusillés par les occupants. Il est toutefois animé des idéaux gaullistes, et participera ensuite au remplacement des fonctionnaires mis en place par le régime de Vichy par des fonctionnaires gaullistes
En attendant, en août 1945, il fait partie de la délégation militaro-diplomatique qui est envoyée avec le soutien des Britanniques dans le Kunming de la Chine méridionale. Le groupe français (dont Jean Sainteny et Léon Pignon) rencontre les troupes dirigées par le général Alessandri qui ont été repoussées d'Indochine par le coup de force japonais. Il est prévu de retourner dans le nord de l'Indochine à partir d'ici immédiatement après l'effondrement du Japon et de restaurer l'administration française en Indochine. Les Chinois et les Américains, qui s'opposaient au régime colonial des Français, ont tout fait pour leur empêcher un retour rapide, si bien que la révolution d'août vietnamienne a pu avoir lieu sans intervention française,.

### Laos
À la fin de 1945 jusqu'au printemps 1946, Raymond est conseiller militaire pour participer à la lutte contre le mouvement indépendantiste Lao Issara. Après la fin des combats en grande partie en avril 1946, il est nommé successeur civil du commandant militaire Imfeld en tant que commissaire de la République pour le Laos et donc le plus haut représentant de la France dans le pays. À ce poste, il négocie avec succès en faveur de la naissance du royaume du Laos unifié sous le parrainage du « protecteur » français. Le 27 août 1946, il signe le modus vivendi correspondant,. Vis-à-vis des rebelles du Lao Issara en exil à Bangkok, il se montre disposé à une certaine marge de négociation, ce qui indispose l'armée et les services de renseignement français. Il est remplacé en juillet 1947 par Maurice Michaudel.

### Cambodge
En février 1949, Raymond se retrouve en plein milieu de la Guerre d'Indochine sur la scène politique, remplaçant Lucien Loubet, en tant que Commissaire de la République au Cambodge. Il tisse des liens d'amitié avec le roi Norodom Sihanouk et le soutient dans son attitude pro-française dans le cadre de l'autonomie du Cambodge. En même temps, Raymond accuse à plusieurs reprises le parlement cambodgien de déloyauté vis-à-vis du patriotisme du roi. Sihanouk en est flatté et se range à l'avis de Jean de Raymond.
Le 29 octobre 1951, il est assassiné pendant sa sieste par un jeune domestique vietnamien à son service, qui prend aussitôt la fuite pour retrouver le Việt Minh où il est acclamé comme un héros. En fait le domestique avait été placé dès le début par les communistes comme espion dans le but de tuer Raymond. Une campagne de diffamation contre les mœurs du commissaire de la République est menée de front par les communistes. Ce même jour, le nationaliste anti-français Son Ngoc Thanh retourne au Cambodge, et les communistes font courir le bruit d'une concomitance volontaire. Après l'assassinat du général Chanson, le 31 juillet 1951, il s'agit du deuxième attentat perpétré contre une personnalité éminente française en Indochine.
Les autorités franco-cambogiennes condamnent l'assassin par contumace à la peine de mort. Les funérailles solennelles du commissaire de la République se déroulent à la  cathédrale de Phnom Penh en présence du roi Sihanouk et du haut-commandant de Lattre de Tassigny. Un nouveau commissaire est nommé en la personne du général Digo, commandant militaire du Cambodge.
Pour le Việt Minh, l'attentat est un échec manifeste d'un point de vue stratégique, le Cambodge restant un bastion de la France jusqu'à la fin de la guerre.
Jean de Raymond laisse un fils, le diplomate et professeur Jean-François de Raymond.